# Rauhwacke

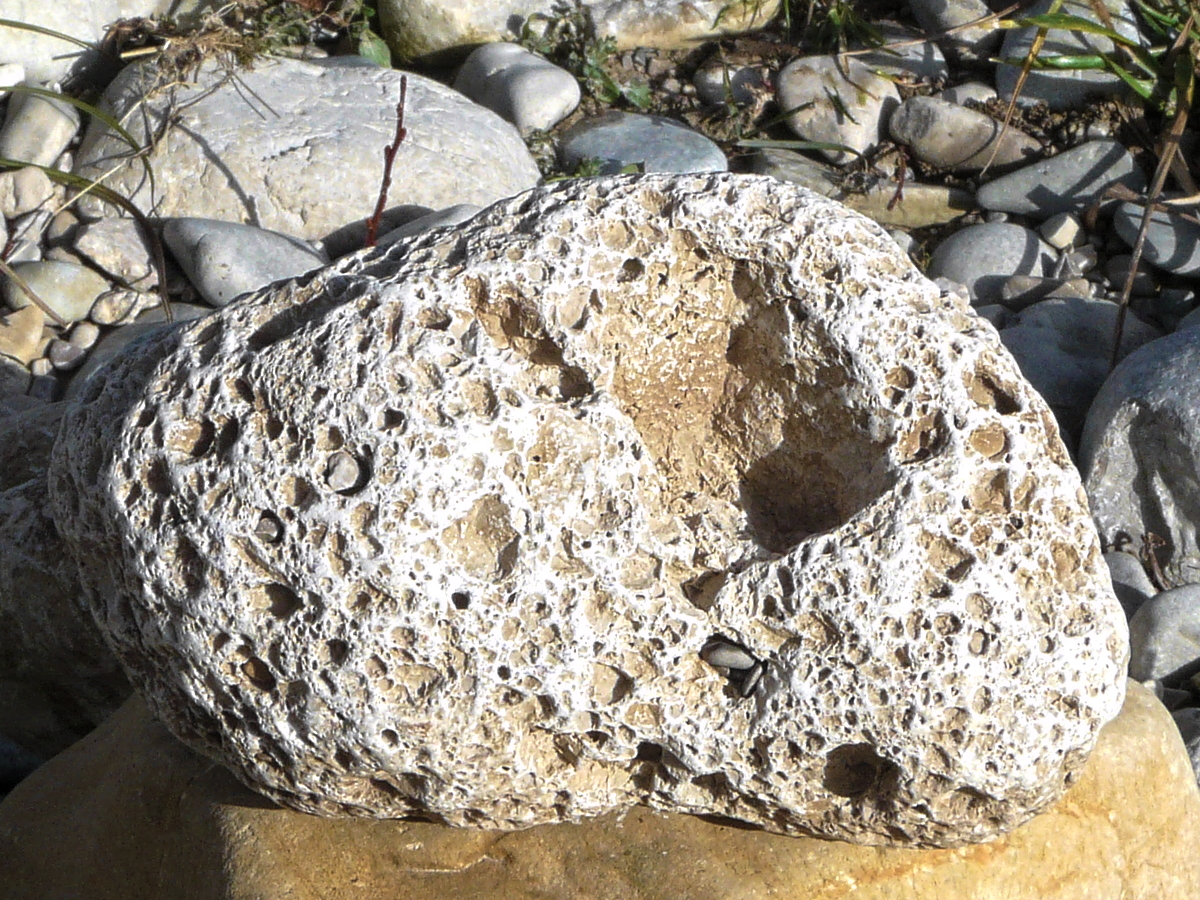
Rauhwacke

Rauwacke of rauhwacke is een alleen in de Alpen gebruikte naam voor een gesteente dat uit poreuze calciet of dolomiet bestaat. De gaten in het gesteente ontstaan door het oplossen van gips.

## Ontstaan
Rauwackes zijn sedimentaire gesteenten afgezet in een epicontinentaal milieu (bijvoorbeeld binnenzeeën), waar door wisselende watertoevoer vooral evaporiet en carbonaatgesteente werd gevormd. Toen deze evaporitische gips-houdende sedimenten overdekt raakten en dieper begraven werden, werd door diagenese het mineraal anhydriet (CaSO4) gevormd. Bij tektonische opheffing en erosie, zoals bij de vorming van de Alpen, komt het gesteente weer ondieper en reageert het anhydriet met meteorisch water tot gips (CaSO4•2H2O, gehydrateerd calciumsulfaat). Bij deze reactie hoort een significante volumetoename, zodat het gesteente breekt en poreus wordt. De gips zal nog ondieper (vaak niet meer dan enkele meters) in het grondwater oplossen en uit het gesteente spoelen, daarbij gaten achterlatend.

## Voorkomen
Rauwackes komen in de Alpen-stratigrafie vooral voor in het Trias, een periode waarin Europa deel uitmaakte van het supercontinent Pangea. In vrijwel heel Europa werden epicontinentale tot continentale sedimenten afgezet. De wijdverspreide evaporietlagen vormden tijdens de (latere) vorming van de Alpen een décollement waarlangs grote stukken korst over elkaar schoven. Typisch komen rauwackes daarom voor langs contactzones tussen de verschillende dekbladen.